# Song Shan

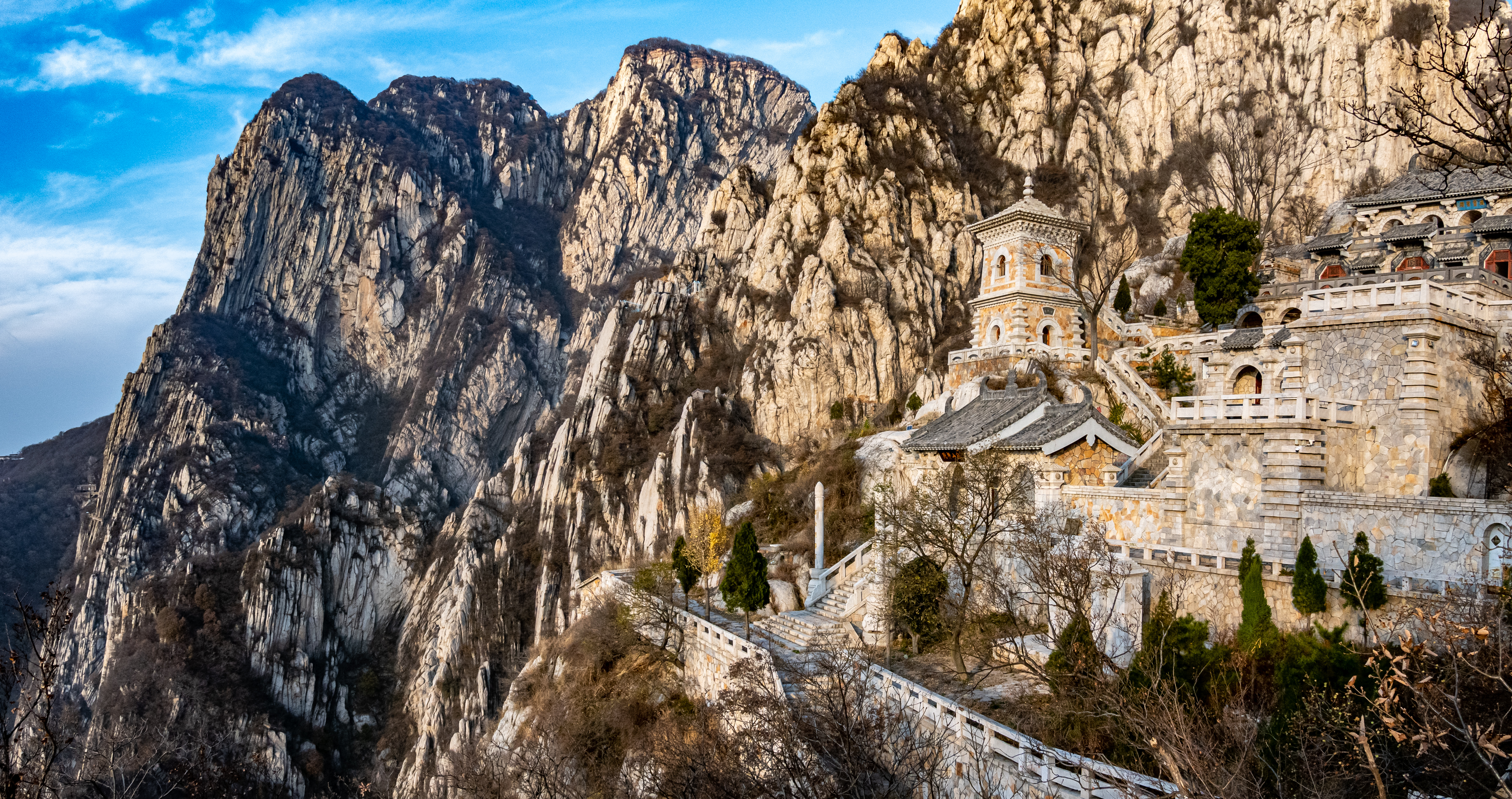
Het boeddhistisch college Songshan Shuyuan is tegen de rotskliffen van het westelijk deel van de Song Shan aan gebouwd.

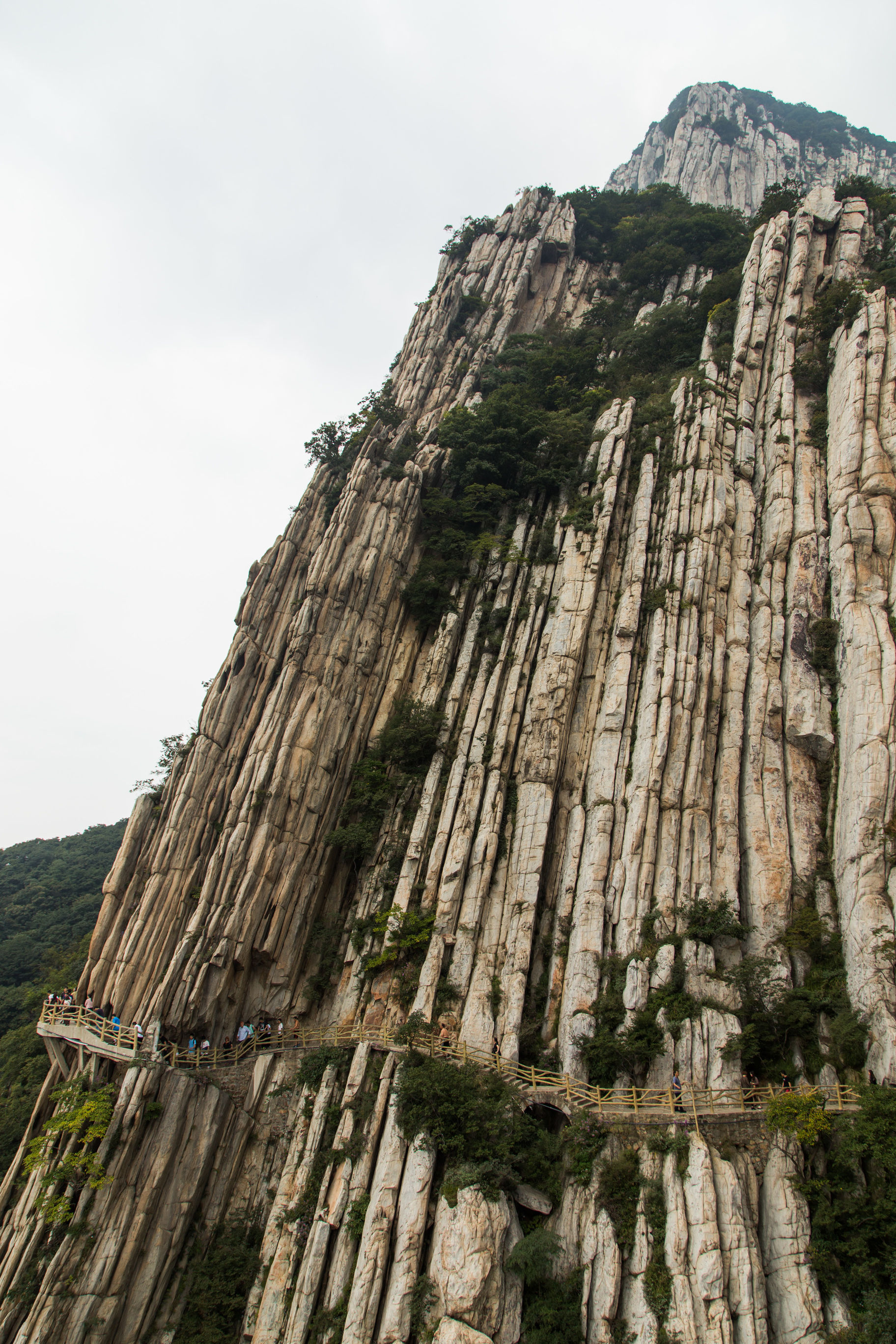
De verticale lagen in deze rotswand worden "boekkliffen" genoemd. Ze zijn een van de natuurlijke bezienswaardigheden voor toeristen in de Song Shan.

De Song Shan of Songshan (Chinees: 嵩山, pinyin: sōngshān) is een middelgebergte in de Chinese provincie Henan. De Song Shan steekt prominent uit boven het omringende plateaulandschap en is een oostelijke uitloper van de Funiu Shan en Qinling Shan.
De Song Shan is de middelste van de vijf heilige bergen van China en is van belang voor de traditionele Chinese cultuur en volksgeloof. In het gebergte bevindt zich de Shaolintempel, een bekend centrum van de kungfu-vechtsport.

## Ligging
De hoogste top (Liantian Feng) heeft een hoogte van 1541,8 m boven zeeniveau. De Song Shan ligt ongeveer 40 km ten zuiden van de Huang He (Gele Rivier). Het gebergte heeft een lengte van ongeveer 80 km, tussen de steden Luoyang in het westen en Xinmi in het oosten, en een breedte van ongeveer 25 km. Ten oosten van de Song Shan begint het Chinees Laagland. Aan de zuidelijke voet van de Song Shan ligt de stad Dengfeng.
De Song Shan bestaat uit vaak vrijwel verticaal staande gesteentelagen, waaruit een landschap van steile rotswanden en mesvormige steenzuilen ontstond. Het gebergte bestaat uit verschillende deelketens: van west naar oost zijn dit de Wufo Shan, Shaoshi Shan, Taishi Shan en Wuzhi Shan. De Taishi Shan en Shaoshi Shan worden onderbroken door de vallei van de rivier de Ying He, een zijrivier van de Huai He.

## Natuur
De Song Shan is geologisch bijzonder omdat op een relatief klein oppervlak gesteente uit alle vier de eonen van de geologische tijdschaal voorkomt. Vanwege de relatieve toegankelijkheid van verschillende eenheden en hun contacten is het gebied in 2004 tot UNESCO Global Geopark verklaard.
De Song Shan is ontstaan met de Alpiene Orogenese, toen ook de Himalaya's ontstonden. Door grootschalige plooiing kwam de sokkel van het Noord-Chinees kraton omhoog. De geologische structuur is een zacht geplooid anticlinorium. Het centrale deel bestaat voornamelijk uit harde gneis en kwartsiet uit het Proterozoïcum. De jongere gesteentelagen zijn noordwaarts van de oudere afgeschoven. Als gevolg vindt men in de noordelijke flank gesteenten uit het Paleozoïcum, terwijl de zuidkant van het gebergte uit het Proterozoïcum en zelfs Archeïcum bestaat. 
De natuurlijke begroeiing in het gebied is warm gematigd loofbos op de lagere hellingen. Hogerop komen van nature boomsoorten voor die beter aan koude zijn aangepast, zoals dennen en cipressen. Een groot deel van de huidige begroeiing is ontstaan door herbebossing sinds de jaren 1990.

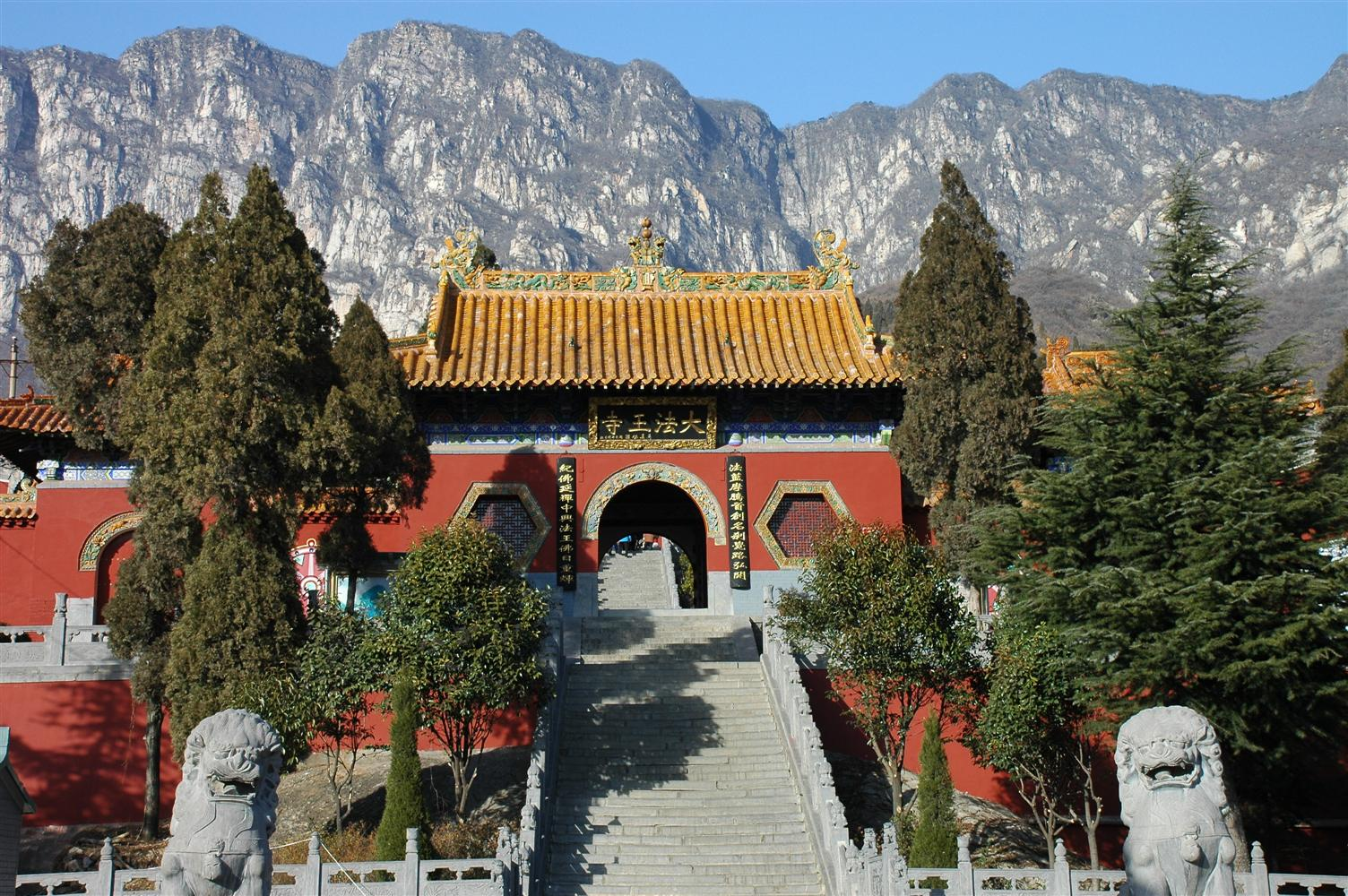
Toeganspoort tot de tempel Fawang Si onder de Song Shan, in het "schilderachtig gebied" Taishi Shan.

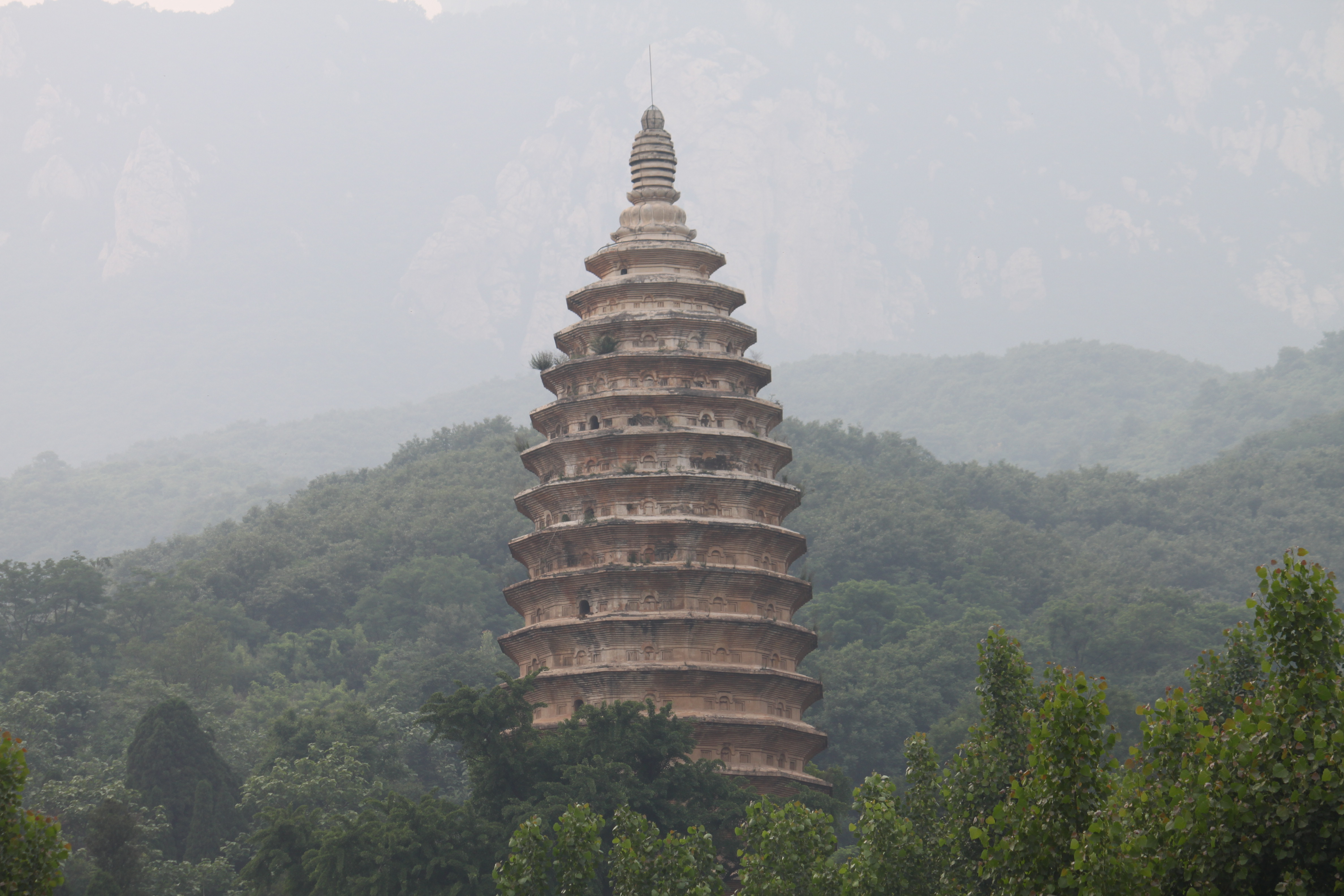
De stenen pagoda van de tempel Songyue Si, gebouwd in 523 n.Chr. en de oudste bakstenen toren in China.

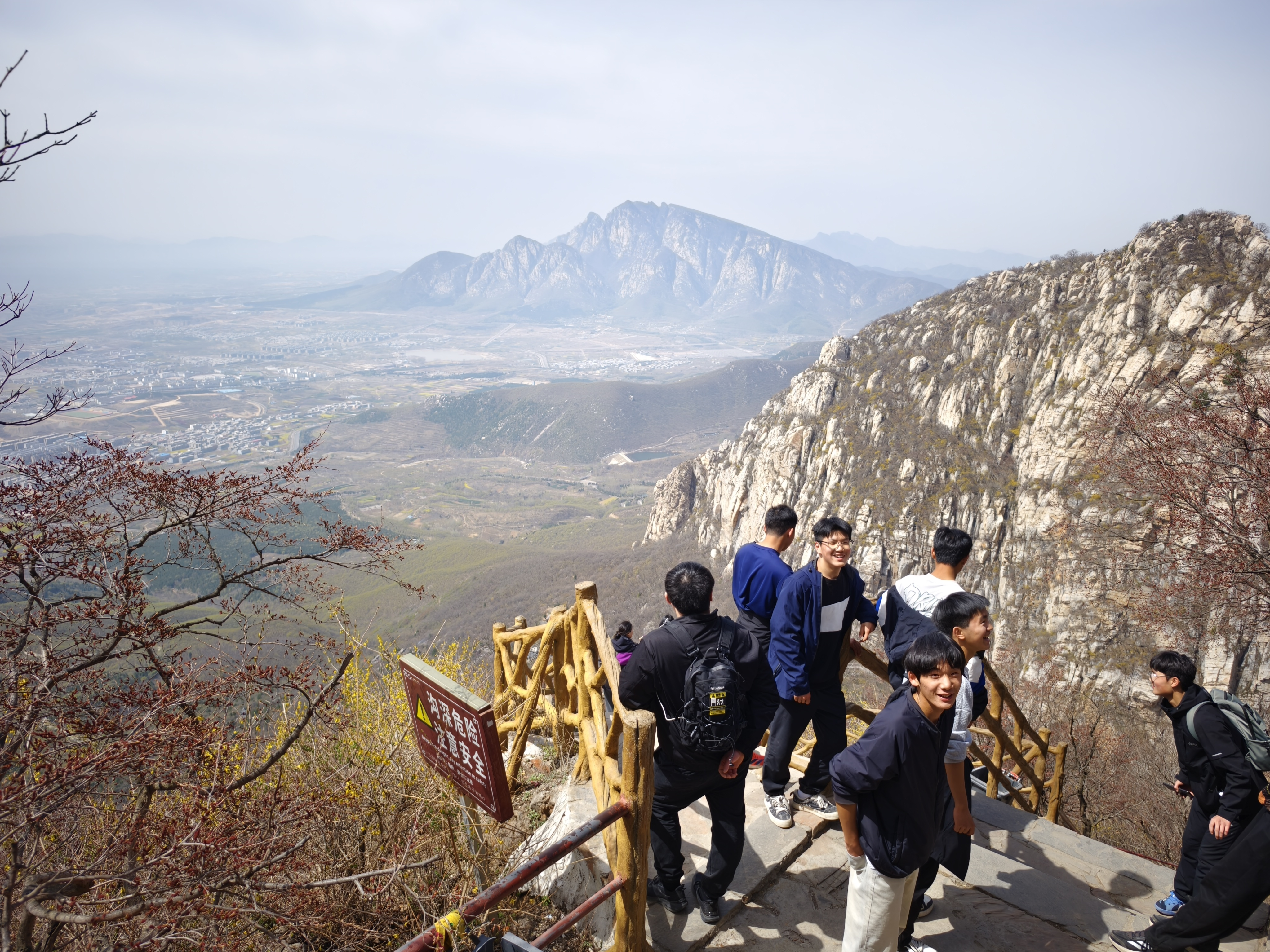
Wandelaars onderweg naar de top Junji Feng in het oostelijk deel van de Song Shan.

## Cultuur
Voor het taoïsme is Song Shan een van de vijf heilige bergen. Bovendien ligt een van de tien taoïstische grottenparadijzen van China, Wangwu Shan, een dagreis ten noorden van het gebergte. De Song Shan bevat veel tempels en heiligdommen en overal in de rotswanden zijn kalligrafische inscripties te vinden. Het gebied trekt al meer dan tweeduizend jaar pelgrims, monniken en bezoekers op zoek naar spiritualiteit en rust. Bekende bezoekers waren Kou Qianzhi, hervormer tijdens de Noordelijke Wei-dynastie en de kunstenaar Lu Hongyi en filosoof Pan Shizheng tijdens de Tangdynastie.
De keizers kwamen naar het gebied om rituele offering uit te voeren in de Zhongyue Miao ("tempel van de middelste heilige berg"). Deze tempel is een belangrijke pelgrimbestemming voor zowel het taoïsme als de volksreligie. Er leeft een gemeenschap van Quanzhenmonniken.
De meeste tempels in het gebied zijn echter boeddhistisch, waaronder ook de bekende Shaolintempel, die tot de boeddhistische Chanschool behoord. Deze tempel ligt aan de voet van de Shaoshi Shan. Sinds de opkomst van het massatoerisme is de activiteit in de tempel sterk uitgebreid. Het aantal in kungfu onderwezen leerlingen is sterk gegroeid en er worden wekelijks voorstellingen gegeven.
Naast de Shaolintempel staat de grootste verzameling antieke stoepa's in China, die als "het woud van pagoda's" bekend staat. Deze stenen torens zijn de laatste rustplek van monniken die in het gebied geleefd hebben. De oudste van deze structuren dateren uit de Tangdynastie. Er staan nog 232 torens overeind, ongeveer de helft van het oorspronkelijke aantal.
De Songyang Shuyuan is een religieus college aan de rand van de stad Dengfeng. Het is gesticht tijdens de Noordelijke Wei en was een van de vier grote colleges van de Songdynastie. De nabijgelegen tempel Songyue Si heeft een stenen pagoda (toren) die in 523 n.Chr. gebouwd werd. Het is de oudste bakstenen toren in China. 

## Toerisme
Voor het toerisme is het berggebied onderverdeeld in vier jingqu ("schilderachtige gebieden"). Elk van deze gebieden kan bezocht worden door een kaartje te kopen. De Shaolintempel ligt in de Shaoshi Shan-jingqu, de drukst bezochte van de vier. Dit gebied heeft ook twee kabelbanen die de bezoeker naar een uitzichtpunt brengen. Op een andere plek leidt een pad onder het "stenen woud", een honderden meters hoge klif die bestaat uit verticale rotszuilen.
De Taishijingqu geeft toegang tot de Songyang Shuyuan en de tempel Songyue Si. Daarnaast liggen in dit gebied het hoogste voor wandelaars bereikbare punt in de Song Shan, de 1491 m hoge Junji Feng, enkele hoge watervallen, en het geologisch museum van het geopark.